# 費爾南多·德爾帕索
費南多·戴帕索·莫兰特（西班牙語：Fernando del Paso Morante，1935年4月1日—2018年11月14日）是墨西哥小说家、散文家和诗人。戴帕索於墨西哥城，在墨西哥國立自治大學修讀經濟，後來到了倫敦擔任英國廣播公司的記者，長達14年，又在巴黎的法國國際電台工作。作為一個作家，戴帕索曾獲得多個文學獎項，包括1982年獲得羅慕洛·加拉戈斯獎、2007年獲國際書展獎、2015年塞万提斯奖等，其作品《帝国轶闻》曾入選百大西班牙文小說。